# Björn De Decker
Björn De Decker (27 september 1989) is een Belgische atleet, die gespecialiseerd is in het hink-stap-springen en verspringen. Hij veroverde tien Belgische titels.

## Biografie
Outdoor veroverde De Decker in 2011 de Belgische titel. Indoor werd hij in 2013 Belgisch kampioen. In 2019 en 2020 behaalde hij zowel indoor als outdoor de Belgische titel. In 2021 werd hij voor de vierde keer Belgisch kampioen outdoor.
De Decker is aangesloten bij Willebroek Boom AC (Wibo).

## Belgische kampioenschappen
Outdoor
| Onderdeel          | Jaar                         |
| ------------------ | ---------------------------- |
| hink-stap-springen | 2011, 2019, 2020, 2021, 2023 |
| verspringen        | 2022                         |

Indoor
| Onderdeel          | Jaar                   |
| ------------------ | ---------------------- |
| hink-stap-springen | 2013, 2019, 2020, 2022 |

## Persoonlijke records
outdoor
| Onderdeel          | Prestatie | Wind     | Datum        | Plaats     |
| ------------------ | --------- | -------- | ------------ | ---------- |
| hink-stap-springen | 15,27 m   | +1,0 m/s | 19 mei 2018  | Deinze     |
| hink-stap-springen | 15,27 m   | -1.0 m/s | 20 juni 2021 | Cluj (ROE) |
| verspringen        | 7,32 m    | +1.6 m/s | 14 mei 2022  | Merksem    |

indoor
| Onderdeel          | Prestatie | Datum            | Plaats |
| ------------------ | --------- | ---------------- | ------ |
| hink-stap-springen | 15,27 m   | 17 februari 2019 | Gent   |
| verspringen        | 7,54 m    | 21 februari 2015 | Gent   |

## Palmares

### hink-stap-springen
- 2006:  BK AC – 14,53 m
- 2007:  BK AC – 14,50 m
- 2008:  BK indoor AC – 14,52 m
- 2009:  BK indoor AC – 14,71 m
- 2011:  BK AC – 15,23 m
- 2012:  BK indoor AC – 14,13 m
- 2013:  BK indoor AC – 15,08 m
- 2019:  BK indoor AC – 15,27 m
- 2019:  BK AC – 14,61 m
- 2020:  BK indoor AC – 14,86 m
- 2020:  BK AC – 14,67 m
- 2021:  BK AC – 15,09 m
- 2022:  BK indoor AC – 15,06 m
- 2022:  BK AC – 14,95 m
- 2023:  BK indoor AC - 14,72 m
- 2023:  BK AC – 14,87 m (w)
- 2024:  BK indoor AC - 14,69 m

### verspringen
- 2017:  BK indoor AC - 7,47 m
- 2022:  BK AC – 7,24 m